# Itabi
Itabi är en kommun i Brasilien.   Den ligger i delstaten Sergipe, i den östra delen av landet, 1 300 km nordost om huvudstaden Brasília. Antalet invånare är 4 972. Arean är 195 kvadratkilometer.
Terrängen i Itabi är lite kuperad.
Omgivningarna runt Itabi är huvudsakligen savann. Runt Itabi är det ganska glesbefolkat, med 26 invånare per kvadratkilometer.